# Trichobranchus polychaetus
Trichobranchus polychaetus är en ringmaskart som beskrevs av Wang och Wu 1988. Trichobranchus polychaetus ingår i släktet Trichobranchus och familjen Trichobranchidae. Inga underarter finns listade i Catalogue of Life.